# Windlust (Burum)
Windlust is een koren- en pelmolen in het Friese dorp Burum, dat deel uitmaakt van de Nederlandse gemeente Noardeast-Fryslân.
De molen is regelmatig (veelal zaterdagochtend) in bedrijf. Er wordt regelmatig graan gemalen. Tevens wordt er regelmatig gerst gepeld tot gort.

## Geschiedenis
Al in 1578 werd een molen in Burum beschreven. De korenmolen die in 1711 in het dorp stond, werd in 1785 door brand verwoest. Windlust, een maalvaardige stellingmolen die was uitgerust met zelfzwichting, werd gebouwd om deze te vervangen. In 1946, 1957, 1969 en 1975 werd de molen gerestaureerd. Windlust, die tot dan toe in particulier bezit was geweest, werd in 1997 verkocht aan de gemeente Kollumerland, die hem in 1999-2000 eveneens liet restaureren. In 2007, toen Windlust inmiddels eigendom was geworden van de Stichting Erfgoed Kollumerland en Nieuwkruisland, werd het rieten dak van de molen vervangen.

### Brand en herbouw in 2012
In de late avond van 8 april 2012 (Eerste Paasdag) is deze molen afgebrand en geheel verwoest. Na een half uur zakte het achtkant volledig in elkaar. De politie hield in verband hiermee een aantal jongeren aan. Zij verklaarden dat ze oude bijbels uit de container hadden gehaald en bij de molen hadden aangestoken. Hierbij sloeg het vuur over naar de molen. Ze hebben verklaard dat ze het nog uitgemaakt hadden. Later zagen ze dat de molen in lichterlaaie stond. De molen was verzekerd voor ruim een miljoen euro.
In juli 2012 werd bekend dat de molen zou worden herbouwd en naar verwachting in 2014 weer zou draaien. Op 6 september 2014 werd de herbouwde molen officieel geopend. Een maand later, op 6 oktober, ging minister Jet Bussemaker persoonlijk langs met het nieuws dat de Windlust, ofschoon het een replica betreft, zijn monumentenstatus terugkreeg.